# Porte de l'Horloge (Issoudun)
Pour les articles homonymes, voir Porte de l'Horloge.
La porte de l'Horloge est une porte de ville du XVIe siècle située à Issoudun, en France.

## Localisation
La porte est située sur le territoire de la commune d'Issoudun, 6 bis place du 10 Juin, dans le département de l'Indre, en région Centre-Val de Loire.

## Description
La porte dite de l'Horloge faisait partie du mur d'enceinte d'un ancien château qui comprenait aussi dans son périmètre la tour Blanche. C'est une porte du XIIe siècle reconstruite du milieu du XVIe siècle. Elle comprend deux tours à trois étages encadrant un passage voûté. Au premier étage, le corps de logis attenant aux tours est complètement détruit. Une terrasse servant de promenoir aux prisonniers, est établie sur les voûtes du passage et de la partie latérale droite. La façade qui réunit les deux tours aurait été détruite en 1568, puis rétablie en 1583. Il existait autrefois un fossé d'enceinte comblé sous Charles VII.

## Historique
La porte dite de l'Horloge avec les deux tours qui l'encadrent sont classées au titre des monuments historiques par arrêté du 31 mars 1916.

## Galerie

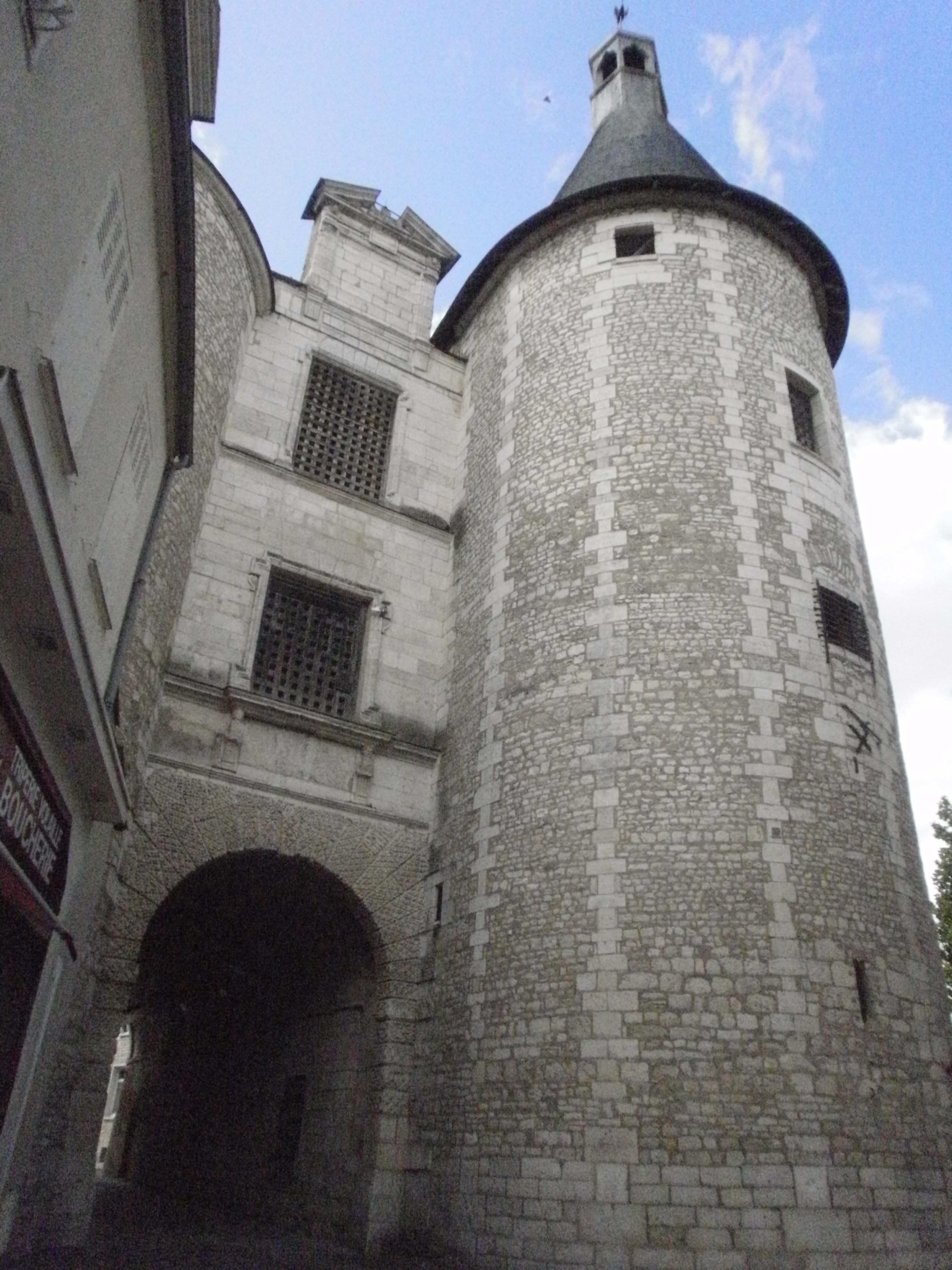
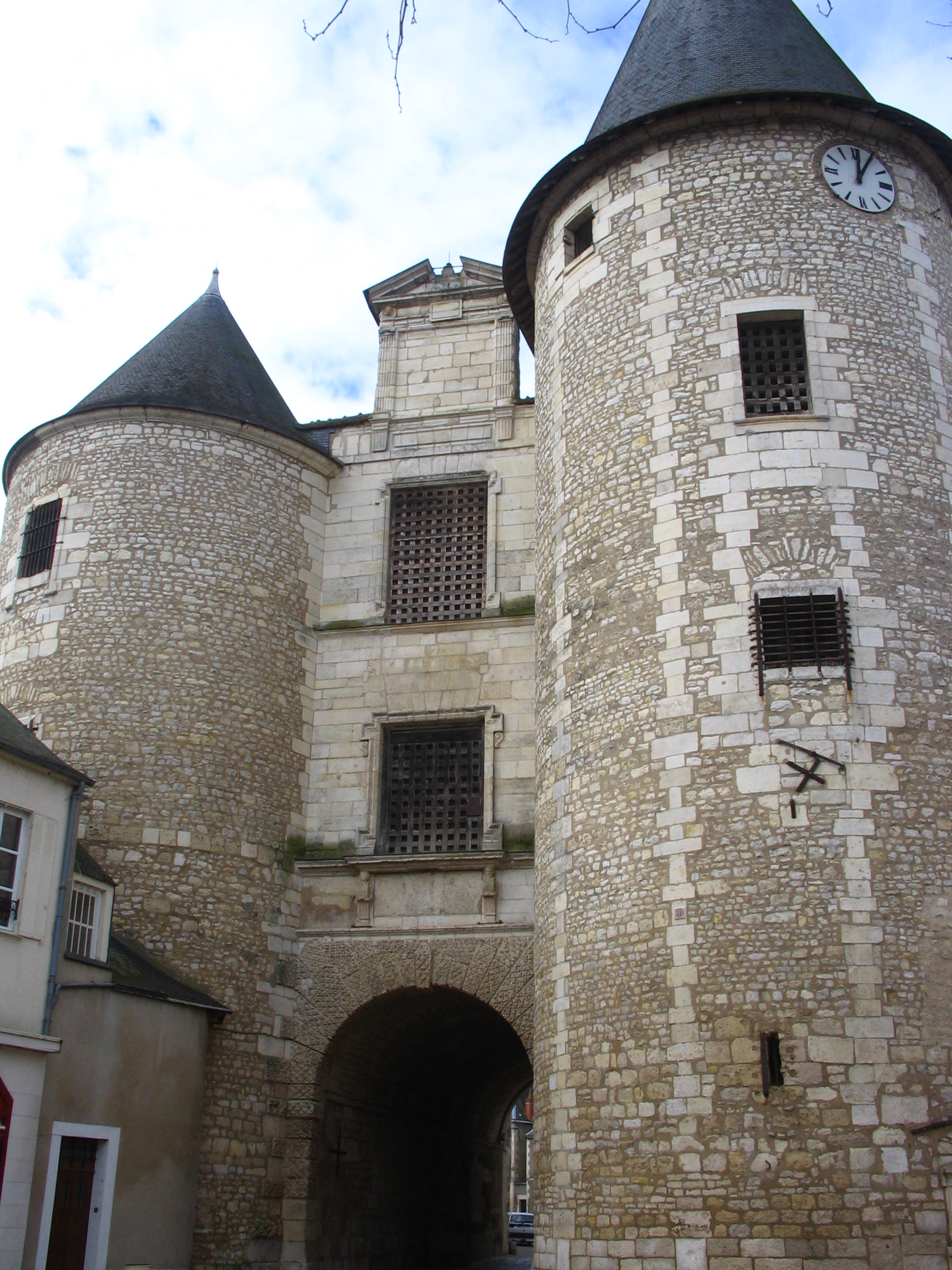